# Nenana-Gletscher
Der Nenana-Gletscher ist ein 16 km langer Talgletscher in der östlichen Alaskakette in Alaska (USA). 

## Geografie
Das Nährgebiet des Gletschers befindet sich an der Südflanke der östlichen Alaskakette. Der 1,1 km breite Gletscher strömt in westsüdwestlicher Richtung. Das untere Gletscherende liegt auf einer Höhe von etwa 990 m und bildet den Ursprung des Nenana River.